# Creat Studios
Creat Studios, Inc (или Creat Studio) — российская фирма разработчик сайтов. В прошлом один из ведущих российских разработчиков и издателей игр для игровых консолей, PC, mobile и WEB.
Следуя тенденциям на игровом рынке, в 2010 году Creat Studios принимает решение о создании новых направлений внутри компании. Так появляется Creat Online, которое сосредотачивает свой интерес на online-платформах. В рамках направления уже выпущен ряд продуктов: условно-бесплатная многопользовательская браузерная игра — Unsung Heroes и игры для социальных сетей. Социальные игры компании вышли не только в российских социальных сетях: ВКонтакте, Одноклассники, Мой Мир, но и в зарубежных: Facebook, meinVZ, studiVZ.
В 2012—2013 года компания сменила направление работы и занялась разработкой сайтов.

## Игры
- W.I.T.C.H.[англ.], издатель Disney — PC (июнь 2008)
- American Chopper 1, издатель Activision — PlayStation 2, XBox, PC (декабрь 2004)
- American Chopper 2: Full Throttle, издатель Activision — PlayStation 2, XBox, Nintendo GameCube, PC (ноябрь 2005)
- Biker Mice from Mars[англ.], издатель Octagon — PlayStation 2, (осень 2006)
- Coded Arms: Contagion[англ.], издатель Konami — PlayStation Portable (сентябре 2007)
- Hot Brain, издатель Midway — PlayStation Portable (июнь 2007)
- Aqua Teen Hunger Force Zombie Ninja Pro-Am[англ.], издатель Midway — PlayStation 2 (ноябрь 2007)
- Bratz Super Babyz, издатель THQ — Nintendo DS (февраль 2008)
- Insecticide[англ.], издатель Crackpot — Nintendo DS, PC (март 2008)
- Tony Hawk’s Motion[англ.], издатель Activision — Nintendo DS (ноябрь 2008)
- Mahjong Tales: Ancient Wisdom[англ.], издатель Creat Studios, Tik Games — PlayStation 3 (декабрь 2008)
- Cuboid[англ.], издатель Creat Studios, Tik Games — PlayStation 3 (январь 2009)
- Magic Orbz[англ.], издатель Creat Studios, Tik Games — PlayStation 3 (январь 2009)
- Interpol: The Trail of Dr. Chaos[англ.], издатель Creat Studios, Tik Games — PlayStation 3 (сентябрь 2009)
- Alien Havoc, издатель Tik Games, Creat Studios — PlayStation Portable (октябрь 2009)
- Bubble Trubble, издатель Tik Games, Creat Studios — PlayStation Portable (ноябрь 2009)
- Smash Cars, издатель Creat Studios — PlayStation 3 (август 2009), PC (октябрь 2011)
- Digger HD, издатель Creat Studios — PlayStation 3 (октябрь 2009)
- Mushroom Wars[англ.], издатель Creat Studios — PlayStation 3 (октябрь 2009)
- Hamster Ball, издатель Tik Games — PlayStation 3 (февраль 2010)
- SkyFighter, издатель Tik Games, Creat Studios — PlayStation 3 (февраль 2010)
- Wakeboarding HD[англ.], издатель Creat Studios, Tik Games — PlayStation 3 (март 2010)
- Freekscape: Escape From Hell[англ.], издатель Creat Studios — PlayStation Portable (апрель 2010)
- TerRover, издатель SOI — PlayStation 3 (сентябрь 2010)
- Mushroom Wars: Online, издатель Creat Studios — PlayStation 3 (декабрь 2010)
- Wackylands Boss, издатель Creat Studios — PlayStation Portable (февраль 2011)
- Test Yourself, издатель Creat Studios — PlayStation 3 (март 2011)
- Test Yourself: Memory, издатель Creat Studios — PlayStation 3 (июль 2011)
- Test Yourself: Attention, издатель Creat Studios — PlayStation 3 (август 2011)
- Smash Cars, издатель Creat Studios — PC (октябрь 2011)
- Pinballistik, издатель Creat Studios — PlayStation 3 (ноябрь 2011)

Creat Online:
- Воздушный замок /NeverSky (ноябрь 2010), социальные сети: ВКонтакте, Одноклассники, Мой Мир, facebook, meinVZ, studiVZ. В игре представлен красочный мир с роскошными пейзажами небесных островов, где обитают самые разнообразные существа, и ждут увлекательные приключения.
- Время Приключений (июнь 2011), социальные сети: ВКонтакте, Одноклассники. Эта игра помогает отвлечься от ежедневной рутины и окунуться в мир искателя приключений, устроив самые грандиозные раскопки века.
- Unsung Heroes (июль 2011), бесплатная многопользовательская браузерная игра с единым сервером на весь мир, в которой основной упор делается на стратегические способности игрока.